# Liu Wansu
Liu Wansu 刘完素 / anç. 劉完素 (1120-1200) est un expert médical de l’époque de la dynastie Jin (1115-1234) (Jurchen ) et l'une des figures majeures des quatre courants médicaux de l’époque Song-Jin-Yuan 宋金元. Nom social: Shouzhen 守真 ou Shouzhen zi 守真子. Nom littéraire: Tongxuan chushi 通玄处士 « L’érudit reclus qui pénètre les profondeurs ». Il est originaire de Hejian 河间, de nos-jours province du Hebei 河北 (il fut connu aussi sous le nom de Liu Hejian 劉河间).
Il justifiait ses traitements à base de substances naturelles végétales, minérales ou animales en recourant à des explications naturalistes basées sur le système de correspondance systématique des Cinq phases wuxing et des Six agents pathogènes. Il a insisté sur le rôle essentiel du feu (huo 火) et de la chaleur (re 热) dans la production des maladies et en conséquence utilisa des remèdes rafraichissant pour les traiter. Il publia plusieurs ouvrages importants comme le Suwen xuan ji yuan bing shi 素问玄机原病式 « Les principes profonds des formes pathogènes du Suwen » (1186).
Le groupe de médecins qui appliquaient son système fut plus tard connu sous le nom de Hán liáng pài 寒凉派 « Groupe du froid et du frais ».Liu Wansu fait partie des « Quatre Grands Médecins de la Dynastie Yuan » qui sont
- Zhang Congzheng 张从正 (1156-1228) avec sa théorie de l’attaque du mal,
- Li Gao 李杲 (1180-1251), pseudonyme Li Dongyuan 李东垣, avec sa théorie de la rate et de l’estomac,
- Zhu Zhenheng 朱震亨 et sa théorie du yin nourrissant.
- et lui-même Liu Wansu 刘完素 (1120-1200) avec sa théorie du feu,

## Biographie
Enfant intelligent, très jeune Liu Wansu s’est intéressé à la médecine. Sa mère malade, il s’est rendu trois fois chez le médecin qui n’est jamais venu et la maladie emporta sa mère. C’est ce qui l’a déterminé à étudier la médecine.
Dans la préface d’un de ses livres, Liu indique qu’il étudia avec passion le manuel de base de la médecine chinoise le Huangdi Nei Jing.
Il développa une interprétation personnelle selon laquelle l’organisation du corps humain suit les Cinq phases et les Six qi (wu yun liu qi (zh) 五运六气). Les 5 phases sont celles qui sont associées à la dynamique des wuxing 五行 (bois, feu, terre, métal, eau) qui structurent l’organisation physiologique des conduits associés à un organe spécifique et à un des 5 éléments (bois, feu, terre, métal, eau). Les Six qi (liu qi 六气) sont les 6 agents pathogènes environnementaux et saisonniers (vent, chaleur, feu, humidité, sécheresse, froid) qui déterminent l’état de santé.
Liu Wansu a insisté sur le rôle essentiel du feu (huo 火) et de la chaleur (re 热) dans la production des maladies et en conséquence utilisa des remèdes rafraichissants pour les traiter. L’objectif premier sera de réduire le feu du cœur et de favoriser l’eau des reins (car dans le tableau des correspondances systématiques, on a cœur ↔ feu et reins ↔ eau).
Cette stratégie, affirment ses biographes, s'est avérée efficace dans la pratique clinique et a établi sa réputation de bon médecin. Naturellement, les jeunes hommes désirant étudier la médecine venaient lui demander de devenir ses disciples. Ils formèrent un groupe (plutôt qu’une école) qui fut appelé plus tard Hán liáng pài 寒凉派 « Groupe du froid et du frais ».

## Œuvres
Liu Wansu a écrit les œuvres suivantes:
- Suwen xuan ji yuan bing shi 素问玄机原病式 « Les principes profonds des formes pathogènes du Suwen » (1186), titre abrégé Yuan bing shi 原病式. Date de composition: incertaine, imprimé en 1186. Volume: 1 juan. Livre de théorie médicale. Le livre est basé sur les 19 mécanismes élaborés dans le chapitre Zhi zhen yao da lun 至真要大论 « Discours complet sur l’essentiel du plus fiable » du Huangdi Suwen. Liu prolonge ce texte et ajoute ses propres différenciations, insistant pour que le feu soit la cause la plus commune des maladies. Dans Bencao gangmu, Li Shizhen cite 58 fois Liu Wansu sous divers noms, Liu Wansu, Liu Hejian, Liu Shouzhen, He jian, Wansu et Liu shi
- Huángdì sùwèn xuānmíng lùn fāng 黄帝素问宣明论方, abr. 宣明论方 « Recettes du discours éclairant les questions basiques de L’Empereur Jaune »
- Sùwèn bìng jī qì yí bǎomìng jí 素问病机气宜保命集
- Shānghán zhí gé 伤寒直格 « [Traitements] courants directs des maladies fébriles causées par le froid ». Ouvrage sur les maladies causées par le froid shanghan 伤寒[n 1]. L’ouvrage est attribué à Liu Wansu mais c’est peut-être une erreur. La date de composition est incertaine. Volume: 3 juan.
Le juan 1 est une introduction médicale générale. Le juan 2 se concentre sur les six conduits affectés par les pathologies du froid et les traitements alors que le juan 3 détaille les recettes de formules du Shanghan lun 伤寒论, l’ouvrage fondateur de Zhang Zhongjing (Han orientaux 25-220). Liu a ajouté 34 recettes de lui-même.
- Shānghán biāoběn xīn fǎ lèi cuì傷寒標本心法類萃
- Sān xiāo lùn 三消论
- Yùnqì yàozhǐ lùn 运气要旨论
- Zhì bìng xīn yìn 治病心印

etc.